# Église Saint-Martin de Sucy-en-Brie
L'église Saint-Martin est une église catholique située à Sucy-en-Brie dans le Val-de-Marne, en France.

## Localisation
Le monument se trouve dans le Val-de-Marne, dans la métropole du Grand Paris et dans l'arrondissement de Créteil.

## Historique
Des écrits témoignent de l'existence de cette église au IXe siècle. Elle a été rebâtie aux XIIe siècle et XIIIe siècle.
Le chœur, le transept et le clocher de l'église sont inscrits au titre des monuments historiques par arrêté du 27 mars 1926.

## Description

### Construction extérieure
Dans l'angle sud du chœur s'élève le clocher de 28 mètres de haut. Elle est couverte d'un toit à pignon et date du XIIe siècle. Outre le chœur, le transept et les chapelles latérales du XIIIe siècle, c'est l'une des parties les plus anciennes de l'église. Comme la nef, la façade ouest date du XVIIe siècle. Des contreforts massifs divisent les murs extérieurs. 

### Intérieur
La nef à trois nefs s'ouvre à l'est sur un chœur droit fermé, qui est couvert d'une voûte gothique en croisée d'ogives. 

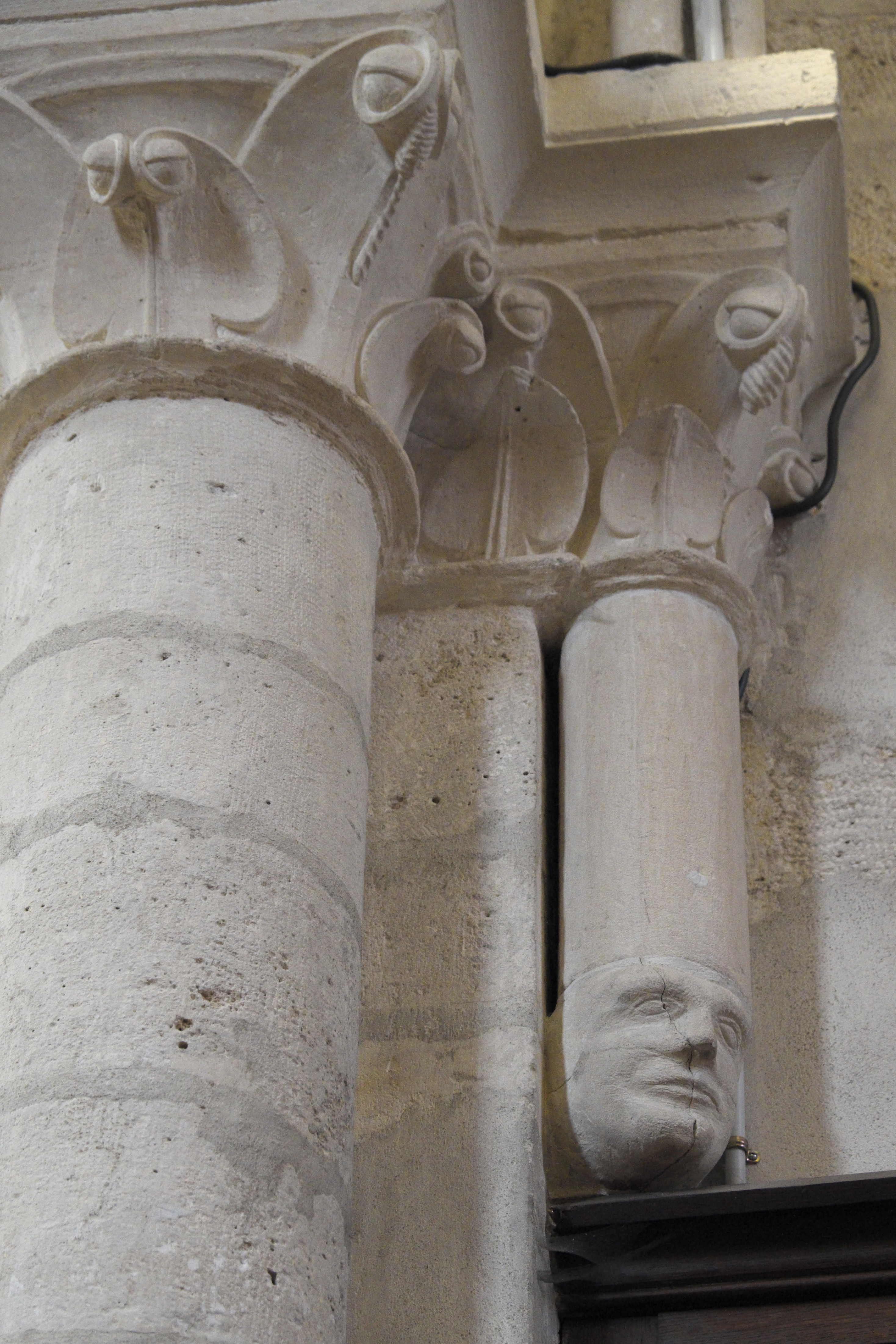
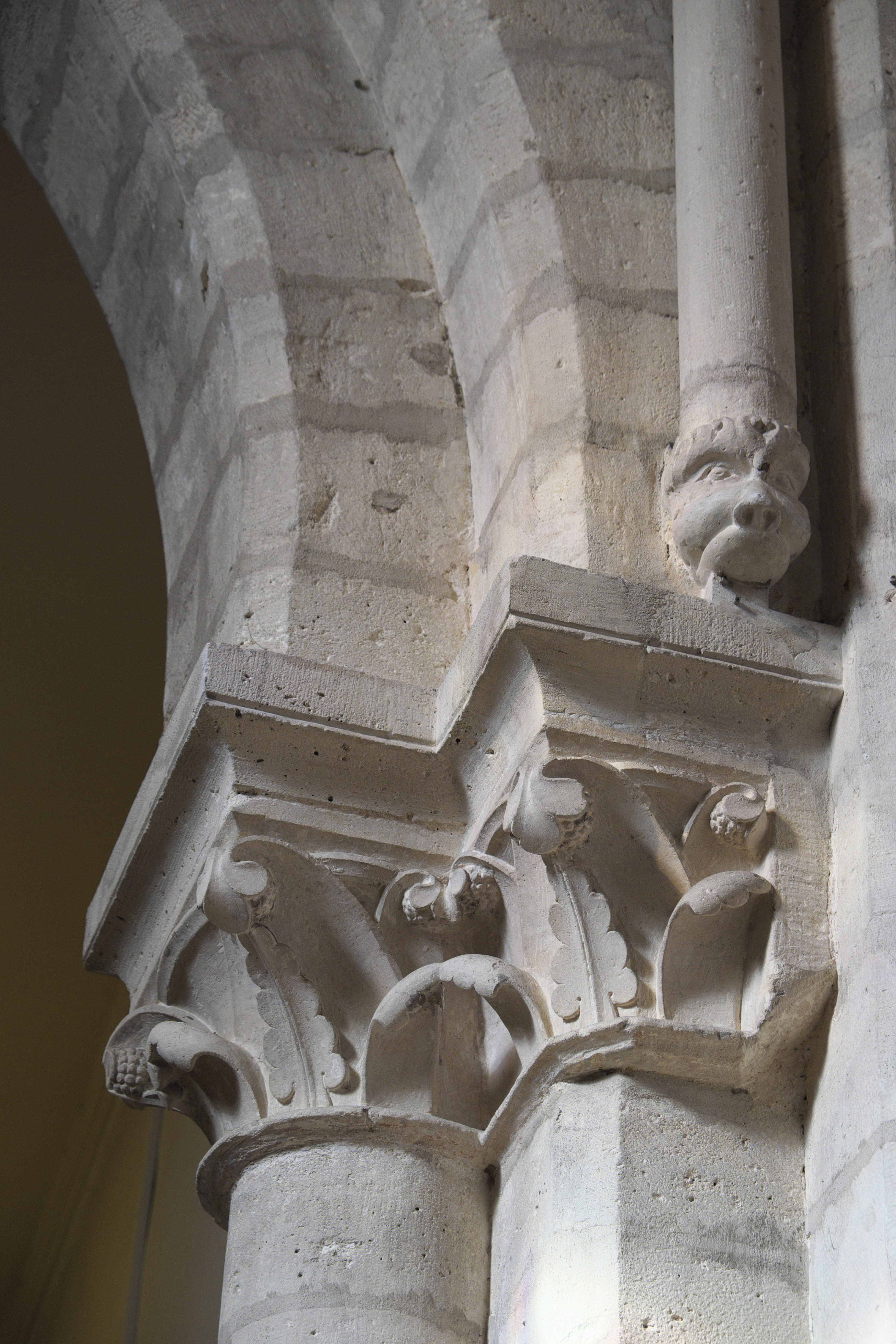
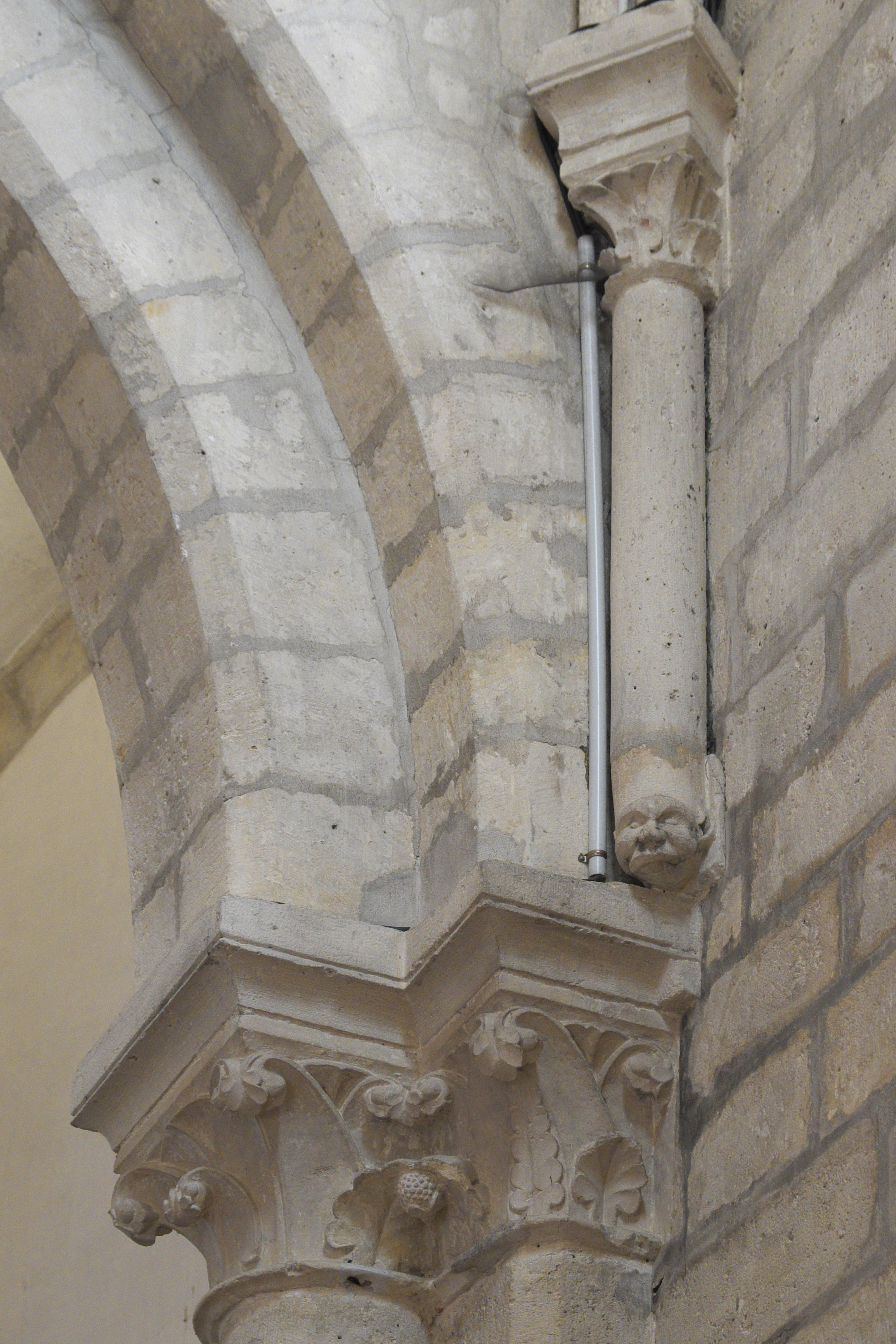

## Vitraux
Les vitraux ont été donnés à l'église entre 1870 et 1895. Les trois fenêtres du chœur représentent des scènes de la légende de Saint Martin, le saint patron de l'église. Ils ont été exécutés par l'atelier de vitraux des frères Haussaire. La fenêtre de droite porte la signature FR. Les fenêtres des nefs latérales représentent la nef du Temple et la Visitation de Marie, l'Adoration des bergers, la Sainte Famille dans l'atelier de menuiserie et Jésus de douze ans parmi les scribes. Une fenêtre montre le baptême de Jésus, la fenêtre de la Chapelle de Marie montre l'Ascension de Marie. 

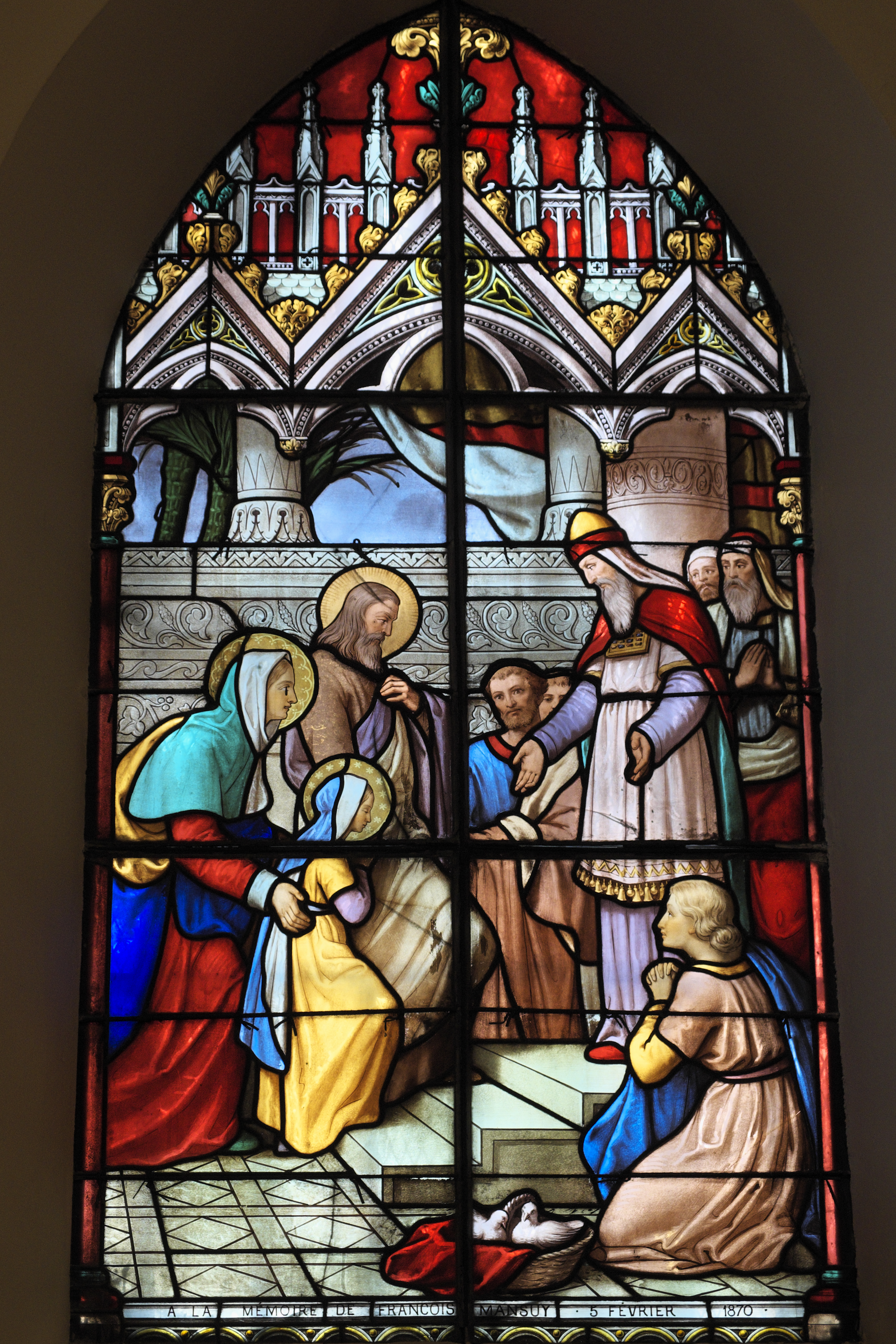
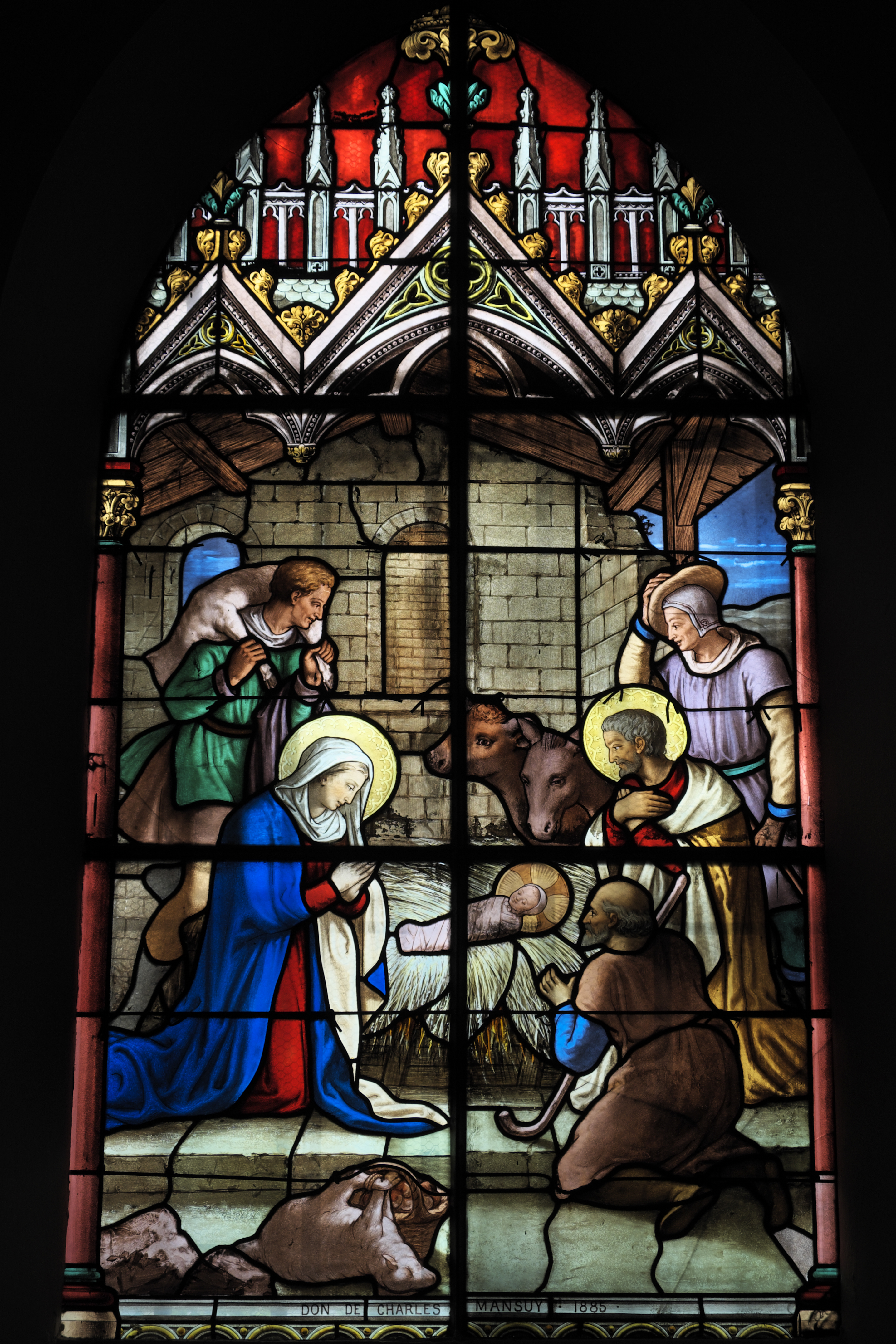
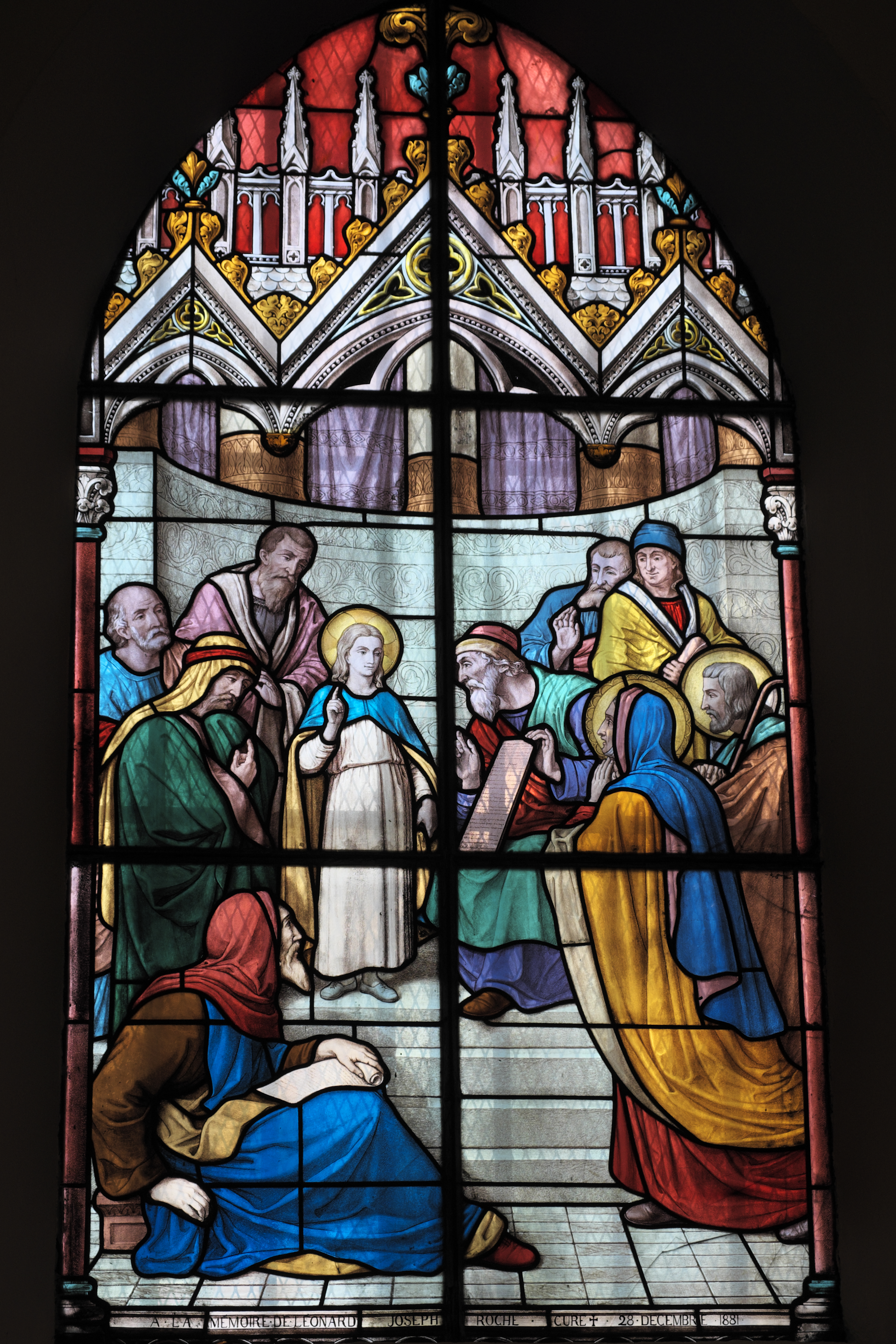